# Калао папуанський
Калао папуанський (Rhyticeros plicatus) — вид птахів родини птахів-носорогів (Bucerotidae).

## Поширення
Вид поширений на сході Індонезії, в Новій Гвінеї, на архіпелагу Бісмарка і Соломонових островах. Мешкає в первинних і вторинних вічнозелених лісах. Віддає перевагу низинні ліси, але іноді зустрічається на висоті 1500 метрів.

## Опис
Птах завдовжки від 60 до 65 см. У самця дзьоб має від 18,3 до 24 см, а у самиці він менший, розміром від 15 до 16,8 см. Вага коливається від 1500 до 2000 г. Шия і голова самця червонувато-коричневого кольору, але в залежності від підвиду або острівної форми колір варіюється від медово-жовтого до насиченого помаранчево-червоного. Пір'я, що покривають тіло і крила, чорні; оперення верхньої частини тіла має металеві зелені відблиски. Хвіст білий. Дзьоб блідо-жовтий з темно-коричнево-червоною основою. Темно-коричнево-червоного кольору також шолом, який має глибокі хвилясті у верхній частині. Неоперена шкіра навколо очей блідо-блакитна, повіки тілесного кольору. Голе горло біле з синюшним відтінком, очі від червоного до коричнево-червоного кольору, ступні і гомілки чорні. Дорослі самиці менші за самців, а також мають чорне оперення на голові та шиї. Очі карі, а не червоні чи коричнево-червоні, як у самців.

## Підвиди
- R. p. plicatus (Forster, 1781) — номінальна форма, присутня на острові Серам і Амбон. Самець має інтенсивну коричнево-червону шию і голову.
- R. p. ruficollis (Vieillot, 1816) — Західна Нова Гвінея та сусідні острови (Моротай , Хальмахера, Бачан, Касірута, Обі, Місоол, Салаваті, Батанта, Гам і Вайгео). Голова і шия самця золотисто-коричнево-червоні.
- R. p. jungei Mayr, 1937 — Східна Нова Гвінея. Голова і шия самця золотисто-червоного кольору.
- R. p. dampieri Mayr, 1934 — острови архіпелагу Бісмарка . Голова і шия самця жовтуватого кольору.
- R. p. harterti Mayr, 1934 — Західні Соломонові острови (Бука, Бугенвіль, Фауро і Шорланд). Голова і шия самця золотисто-жовті.
- R. p. mendanae Hartert, 1924 — Південні Соломонові острови (Шуазель, Вангуну, Малаїта і Гуадалканал). Голова і шия самця мають інтенсивний золотисто-жовтий колір.